# Euphorbia lomi
Euphorbia lomi är en törelväxtart som beskrevs av Werner Rauh. Euphorbia lomi ingår i släktet törlar, och familjen törelväxter.
Artens utbredningsområde är Madagaskar. Inga underarter finns listade i Catalogue of Life.